# جبران كورية
جبران كورية (31 أغسطس 1929 - 21 نوفمبر 2008) ملقب بأبو جابر ، كاتب والصحافي سوري عمل في الإعلام السوري م الأربعينات حيث ترأس تحرير كبريات الصحف السورية منها صحيفة الحضارة وصحيفة الرأي العام.

## حياته
ولد جبران كورية في مدينة دمشق في 31 آب 1929 لعائلة سريانية نزحت من ماردين بعد مذابح سيفو. عمل بالإعلام السوري في نهاية فترة الأربيعينيات، وترأس تحرير صحيفة العلم، التي مهدت لهُ الطريق لرئاسة تحرير صحيفتي الحضارة والرأي العام.
وبعد قيام الجمهورية العربية المتحدة الوحدة بين سوريا ومصر، أُغلقت الصحف ووجد جبران كورية نفسه يفكر بالسفر، وكانت الوجهة ألمانيا، ليعمل هناك مديراً للقسم العربي في إذاعة دويتشه فيله لنحو 12 عاماً، عاد بعدها إلى سوريا عام 1975م ليشارك في تأسيس جريدة تشرين مع عدد من الإعلاميين البارزين أمثال جلال فاروق الشريف.
في الثمانينيات أختاره الرئيس حافظ الأسد مديراً للمكتب الصحافي في القصر الجمهوري، ومن ثم أصبح الناطق رسمي لرئاسة الجمهورية ومكث في موقعه حتى عام 2004م.

## العائلة
جبران كورية متزوج وله ثلاثة أبناء الأكبر (فادي)استقر في ألمانيا ودرس هندسة الطيران الفضائي.
الأبن الأوسط (راني) الذي لازم والده في دمشق، امتهن الصحافة وسار على درب والده فعمل مراسلاً صحفياً، وما لبث أن بدأ بإصدار مجلة شهرية (المحيط السياسي) التي بدأ جبران كورية بنشر جزء من مذكراته فيها.
علاقة جبران بابنه (راني) لم تكن علاقة عادية بين أب وأبنه، بل كانت أوسع بكثير فلقد كان معلمه واستاذه، تعلم منه الكتابة الصحافية، ولم يعرف أصدقاء غير أصدقائه.
ورغم هذه العلاقة المتميزة، إلا أن (راني) حين عمل مراسلاً صحافياً، لم ينل من والده مدير المكتب الصحافي في القصر الجمهوري أي تعامل خاص، بل كان كأي مراسل آخر.
ابنته (رندة) دخلت السلك الدبلوماسي الألماني لتكون قنصل ألمانيا في مدغشقر.

## وفاته
تسلل المرض إلى جسده وأُرسل لتلقي العلاج في ألمانيا وذلك بتوجيه من الرئيس السوري بشار الأسد، وبعد عودته من العلاج نشر مقالة في جريدة تشرين تحت عنوان (خواطر من ألمانيا)، وبالإضافة إلى مقالتين مستعرضاً التجربة الاقتصادية الألمانية وإمكانية الإفادة منها في سورية كان آخر ماكتبه للصحافة. توفي بدمشق بتاريخ 21 تشرين الثاني 2008.